# Селфи
Селфи (на английски: selfie) е автопортретна снимка, правена най-често с цифров фотоапарат или мобилен телефон. Такива снимки са тясно свързани със социалните мрежи, като на тях може да бъде само снимащият (се) или той заедно с придружаваща го група хора, които също да хване в кадър. Нерядко се срещат и снимки, направени срещу огледална повърхност.
Първата документирана „селфи“ снимка е направена от химика и металург Робърт Корнелиус през 1839 година, която се счита и за най-ранния запазен американски портрет. Княгиня Анастасия Николаевна е сред първите тийнейджърки, направили „селфи“.
На церемонията по връчването на наградите Оскар през 2014 г. е направена една от най-известните „селфи“ снимки с участието на голям брой известни кино звезди, измежду които [Дженифър Лорънс], Брат Пит, Чанинг Тейтъм и други. Снимката става една от най-споделяните снимки в мрежата.

## Селфита от анимации
Първите селфите в анимация:
- 1971 г. – „Ну, погоди!“ (4-та серия)[6]
- 1974 г. – „Тримата глупаци и кравата“ на Доньо Донев[7]